# Летње олимпијске игре 1920.
VII олимпијске игре одржане су у Антверпену, граду у Белгији. Одлука о домаћину донесена је на конгресу МОК 1919. године, а преостала два кандидата су били градови Амстердам и Лион.

## Најзначајнији догађаји
- На овим је Играма по први пута изговорена олимпијска заклетва, коју од тада на сваким Играма у име својих колега изговара један спортиста по избору домаћина.
- Након Игара у Лондону 1908. године укључени су у програм и зимски спортови, а овде су то били уметничко клизање и хокеј на леду.

## Попис спортова
Одржана су такмичења у следећим спортовима:
| - Атлетика (детаљи) - Бокс - Бициклизам (детаљи) - Дизање тегова - Гимнастика - Рвање - Хокеј на трави - Хокеј на леду - Једрење - Коњички спорт - Мачевање - Модерни петобој |  | - Фудбал (детаљи) - Пливање - Поло - Потезање конопца - Рагби - Стреличарство - Стрељаштво - Тенис - Уметничко клизање - Ватерполо - Веслање |

## Земље учеснице
- Аргентина (1)
- Аустралија (13)
- Белгија (336)
- Бразил (19)
- Велика Британија (235)
- Грчка (57)
- Данска (154)
- Египат (22)
- Естонија (14)
- Индија (5)
- Италија (174)
- Јапан (15)
- Јужна Африка (39)
- Канада (53)
- Краљевина СХС (12)
- Луксембург (25)
- Монако (4)
- Нови Зеланд (4)
- Норвешка (194)
- Португал (13)
- САД (288)
- Финска (63)
- Француска (304)
- Холандија (113)
- Чехословачка (121)
- Чиле (2)
- Швајцарска (77)
- Шведска (260)
- Шпанија (32)

## Биланс медаља
(медаље домаћина посебно истакнуте)
| Олимпијске игре 1920. |                      |       |        |        |        |
| Пласман               | Држава               | Злато | Сребро | Бронза | Укупно |
| 1                     | САД                  | 41    | 27     | 27     | 95     |
| 2                     | Шведска              | 19    | 20     | 25     | 64     |
| 3                     | Уједињено Краљевство | 16    | 15     | 13     | 44     |
| 4                     | Финска               | 15    | 10     | 9      | 34     |
| 5                     | Белгија              | 14    | 11     | 11     | 36     |
| 6                     | Норвешка             | 13    | 9      | 9      | 31     |
| 7                     | Италија              | 13    | 5      | 5      | 23     |
| 8                     | Француска            | 9     | 19     | 13     | 41     |
| 9                     | Холандија            | 4     | 2      | 5      | 11     |
| 10                    | Данска               | 3     | 9      | 1      | 13     |
| 11                    | Јужна Африка         | 3     | 4      | 3      | 10     |
| 12                    | Канада               | 3     | 3      | 3      | 9      |
| 13                    | Швајцарска           | 2     | 2      | 7      | 11     |
| 14                    | Естонија             | 1     | 2      | 0      | 3      |
| 15                    | Бразил               | 1     | 1      | 1      | 3      |
| 16                    | Аустралија           | 0     | 2      | 1      | 3      |
| 17                    | Јапан                | 0     | 2      | 0      | 2      |
| 17                    | Шпанија              | 0     | 2      | 0      | 2      |
| 19                    | Грчка                | 0     | 1      | 0      | 1      |
| 19                    | Луксембург           | 0     | 1      | 0      | 1      |
| 21                    | Чехословачка         | 0     | 0      | 2      | 2      |
| 22                    | Нови Зеланд          | 0     | 0      | 1      | 1      |
| Укупно                | Укупно               | 157   | 147    | 136    | 440    |